# Atylomyia loewi
Atylomyia loewi là một loài ruồi trong họ Tachinidae.